# Арчетрі

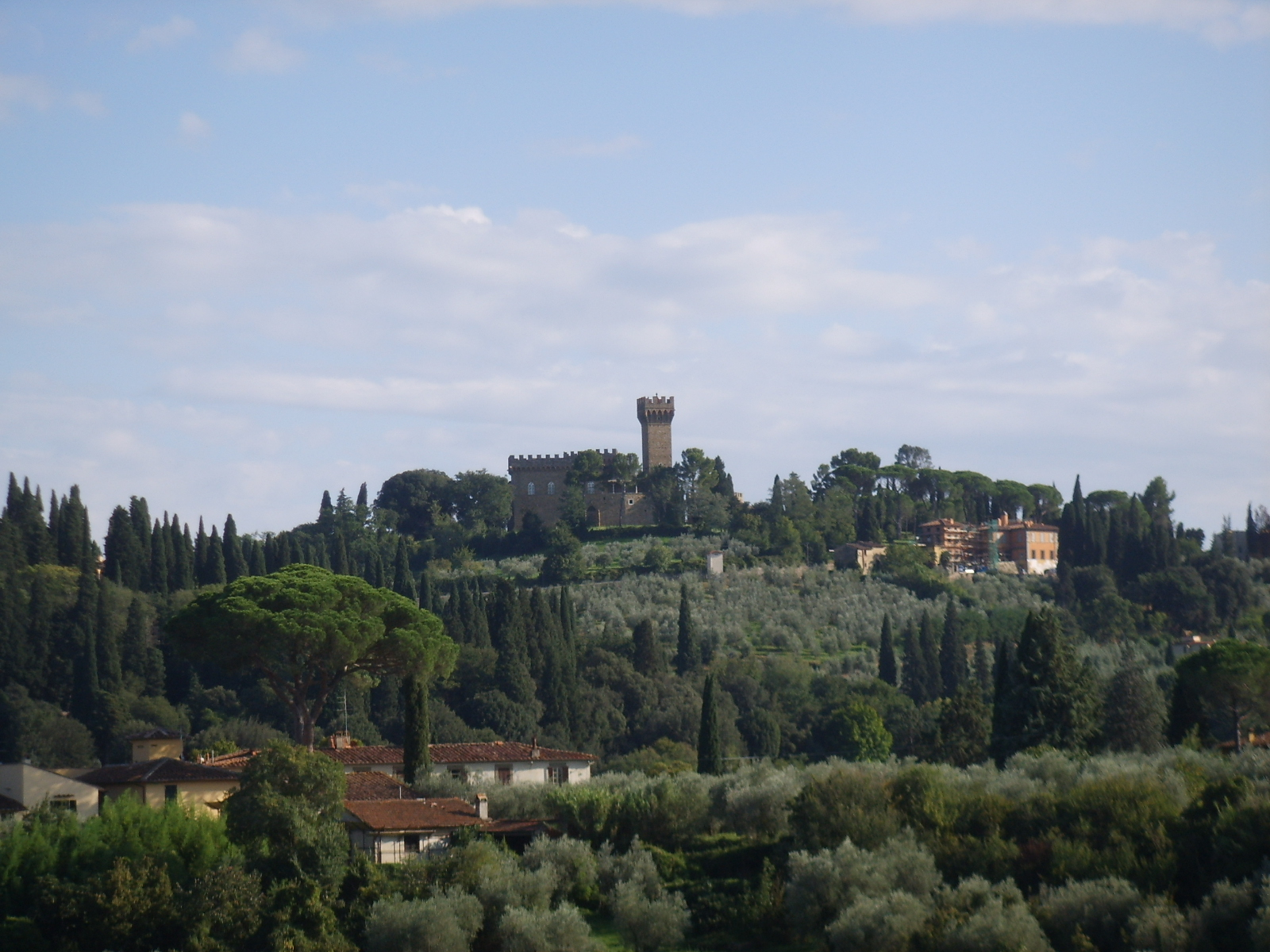
Пагорби Арчетрі

Арчетрі (італ. Arcetri) — селище поблизу Флоренції (Італія), розташоване на південь від міста. У XVII столітті тут провів свої останні роки Галілео Галілей.
Арчетрі — частина Флоренції, однак фактично є приміським селищем, безпосередньо не межує з міською зоною.

## Туристичні місця
- Будинок-музей Галілея (Villa Il Gioiello). U-образна будова, націоналізована у 1942 році, закріплена за факультетом астрономії Флорентійського університету.
- Вежа Torre del Gallo — вціліла частина дуже давньої фортеці.
- Церква святого Леонардо (Chiesa di San Leonardo in Arcetri), XI століття, головний храм району.
- Церква святого Матвія (Chiesa di San Matteo in Arcetri).
- Вілла, де помер Франческо Гвіччардіні.